# Сагайдак (математика)
У математиці сагайдак — орієнтований граф, в якому допускаються цикли і множинні стрілки між двома вершинами, тобто мультиграф. Це поняття зазвичай використовуються в теорії зображень: представлення {\displaystyle V} сагайдака призначає векторний простір {\displaystyle V(x)} кожній вершині {\displaystyle x} сагайдака і лінійне відображення {\displaystyle V(a)} кожній стрілці {\displaystyle a}.
У теорії категорій під сагайдаком розуміють структуру, що лежить в основі категорії, але без складу або позначення морфізма ідентичності. Тобто забуваючий функтор від {\displaystyle Cat} до {\displaystyle Quiv}. Його лівий спряжений є вільним функтором, який з сагайдака створює відповідну вільну категорію.